# ランデヴー (YUKIの曲)
「ランデヴー」は、YUKIの18枚目（通算20作目）のシングル。

## 概要
前作「メッセージ」から3ヶ月ぶりとなる2009年第1弾シングル。CD作品としては「汽車に乗って」以来約11ヶ月ぶりの新作。初回限定盤はDVDが付属する。ライブDVD「YUKI concert New Rhythm Tour 2008」と同日リリース。
ジャケット写真のYUKIは「汽車に乗って」に引き続き、ロングヘアで写っている。

## 収録曲

### CD
（全編曲：YUKI、玉井健二）
1. ランデヴー
  - 作詞：YUKI、mugen／作曲：mugen／編曲：百田留衣
  - 彼女は最初にこの曲を聴いた時、「ロミオとジュリエット」が浮かんで、後に「恋に落ちた二人の物語にしよう」と思った[1][2]。今回のレコーディングは打ち込みではなくて、すべて生演奏だった[3][4]。
  - シングル発売から約1年後の2010年3月12日（アルバム『うれしくって抱きあうよ』リリース週）に放送された『ミュージックステーション』で披露された。
  - リリース以降ライブの定番曲でほぼ必ず歌われる。
2. ミス・イエスタデイ
  - 作詞：YUKI／作曲：Nanami／編曲：橋本竜樹
  - 角川配給映画「インスタント沼」主題歌
  - 「ランデヴー」とは対照的にミディアム・バラード。歌詞の最後に出てくる「青春」という言葉は歌詞で使うのは初めて[1]。

### DVD
1. ランデヴー（ミュージックビデオ）
2. LIVE DVD「YUKI concert New Rhythm Tour 2008」予告編映像

## 収録アルバム
- うれしくって抱きあうよ（#1, #2）
- POWERS OF TEN（#1）
- BETWEEN THE TEN（#2）